# 清原镇
清原镇，是中华人民共和国辽宁省抚顺市清原满族自治县下辖的一个乡镇级行政单位。

## 行政区划
清原镇下辖以下地区：
铁北社区、天桥社区、兴隆社区、红河社区、东园社区、白云社区、桥南社区、三环社区、镇西村、斗虎屯村、腰站村、椴木沟村、前进村、马前寨村、中寨村、吴家沟村、古城子村、长山堡村、阿尔当村、新立屯村、黄旗沟村、猴石沟村、四道河村和镇东村。